# Lista de cerimônias no Chinese Theatre
Esta é uma lista de cerimônias realizadas no TCL Chinese Theatre em Hollywood, Califórnia (originalmente "Grauman's Chinese Theatre"). Pegadas das mãos e assinaturas de artistas de todo o mundo estão incluídas ao longo de seu pátio, e em alguns casos, marcas de outros objetos. As cerimonias são realizadas desde dos Anos 1920.
Atualmente, o Chinese Theatre atrai um público de 5 milhões de pessoas, mais do que até mesmo o Parque Nacional de Yosemite.

## Década de 1920

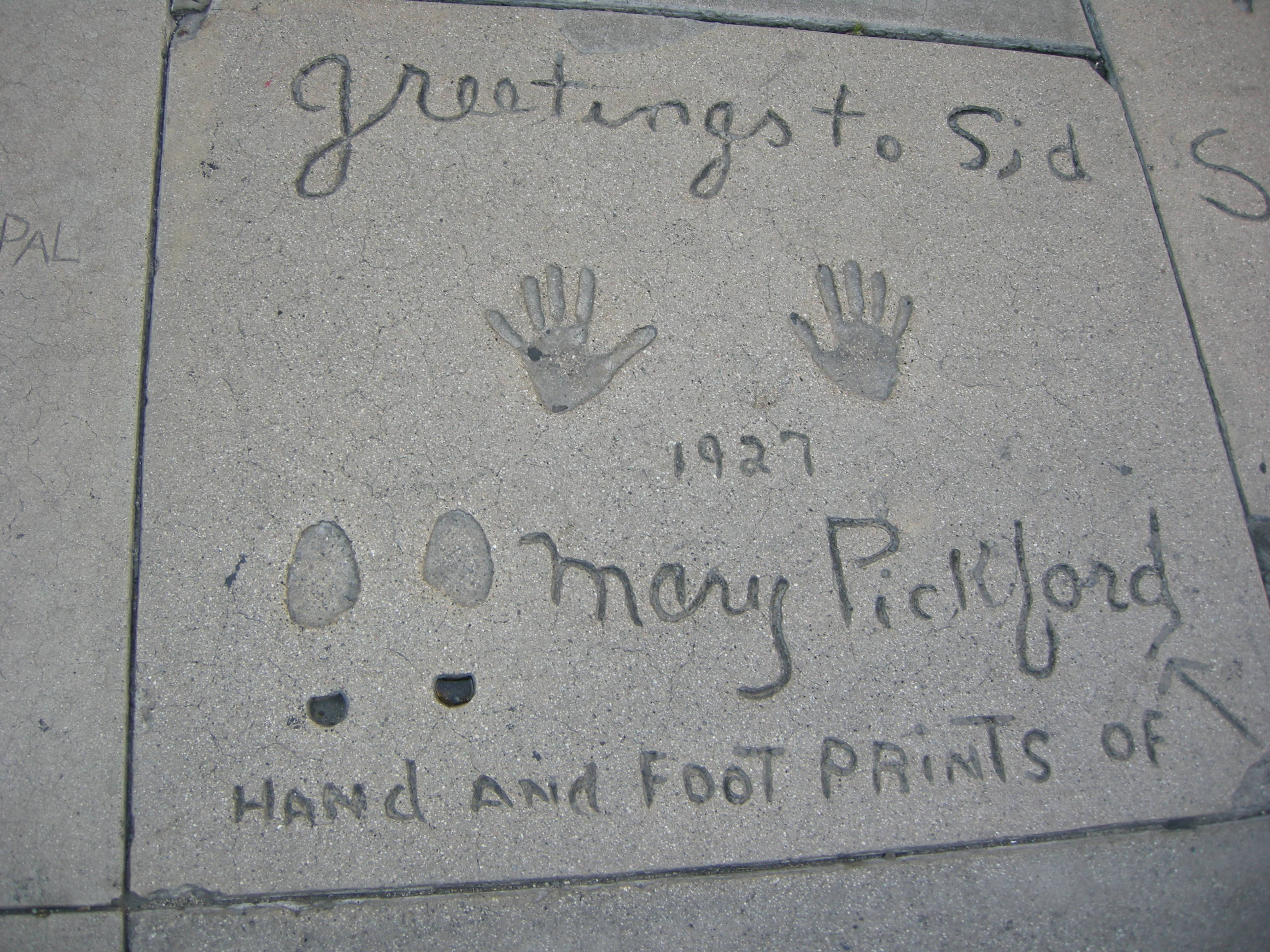
Impressões de Mary Pickford. Abril de 1927.

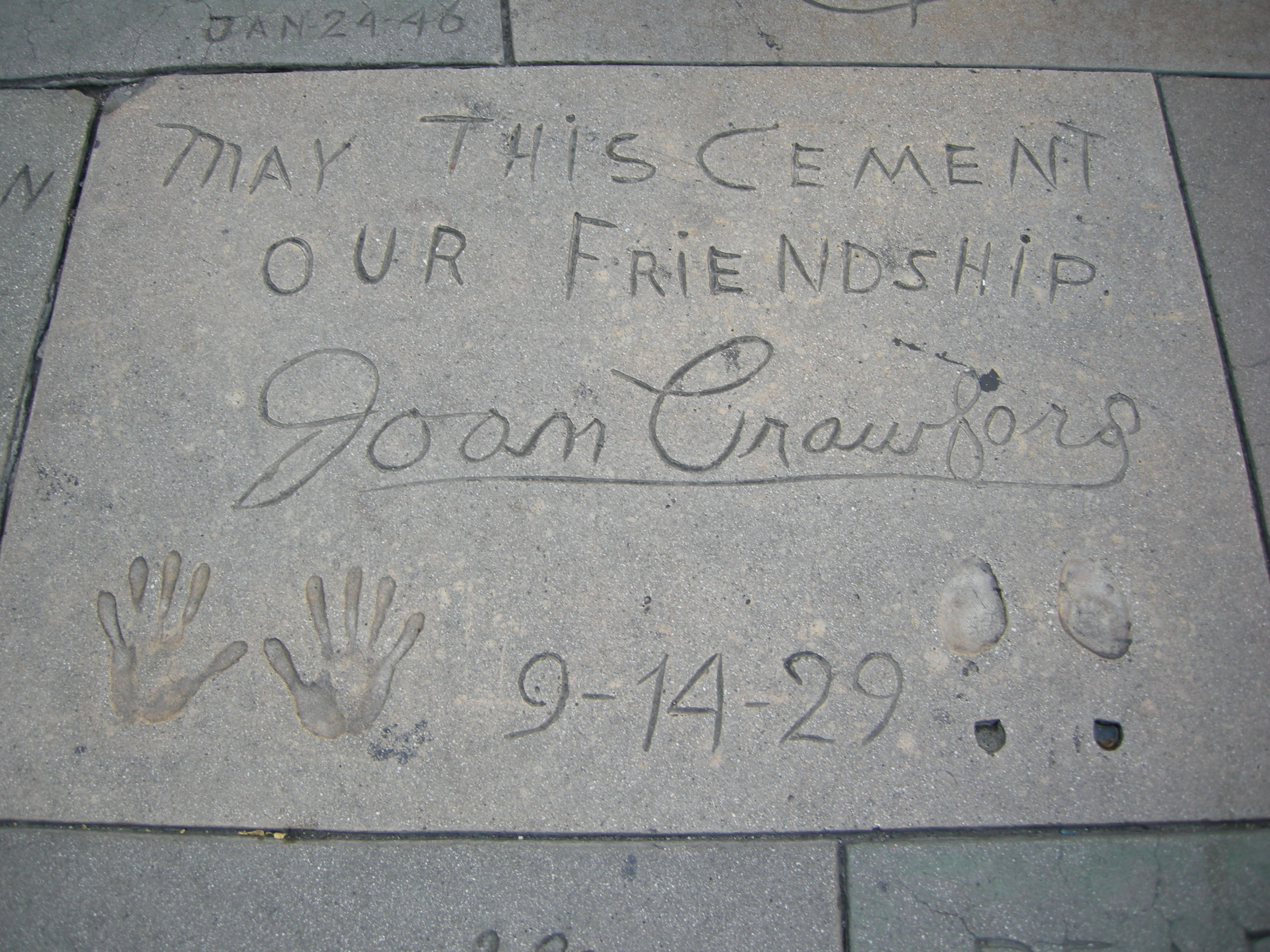
Impressões de Joan Crawford. Setembro de 1929.

- Estados Unidos - Norma Talmadge (pós-datado para o dia de abertura, 18 de maio de 1927)
- Canadá - Mary Pickford (30 de Abril de 1927)
- Estados Unidos - Douglas Fairbanks (30 de Abril de 1927)
- Canadá - Norma Shearer (1 de Agosto de 1927)
- Estados Unidos - Harold Lloyd (21 de Novembro de 1927)
- Estados Unidos - William S. Hart (28 de Novembro de 1927)
- Estados Unidos - Tom Mix e Tony o Cavalo Maravilha (12 de dezembro de 1927)
- Estados Unidos - Colleen Moore (19 de dezembro de 1927)
- Estados Unidos - Gloria Swanson (cerca de 1927)
- Estados Unidos - Constance Talmadge (cerca de 1927)
- Polónia - Pola Negri (2 de Abril de 1928)
- Estados Unidos - Bebe Daniels (11 de Maio de 1929)
- Estados Unidos - Marion Davies (13 de Maio de 1929)
- Estados Unidos - Janet Gaynor (29 de Maio de 1929)
- Estados Unidos - Joan Crawford (14 de Setembro de 1929)[2]

## Década de 1930

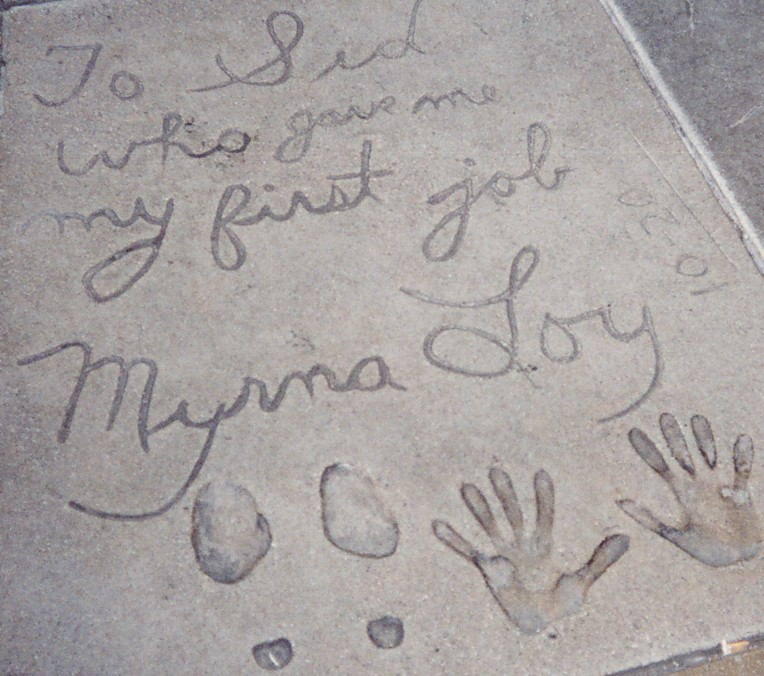
As mais antigas contêm mensagens pessoais para Sid Grauman, como a de Myrna Loy de 1936. O primeiro trabalho de Loy foi como dançarina de teatro na década de 1920.

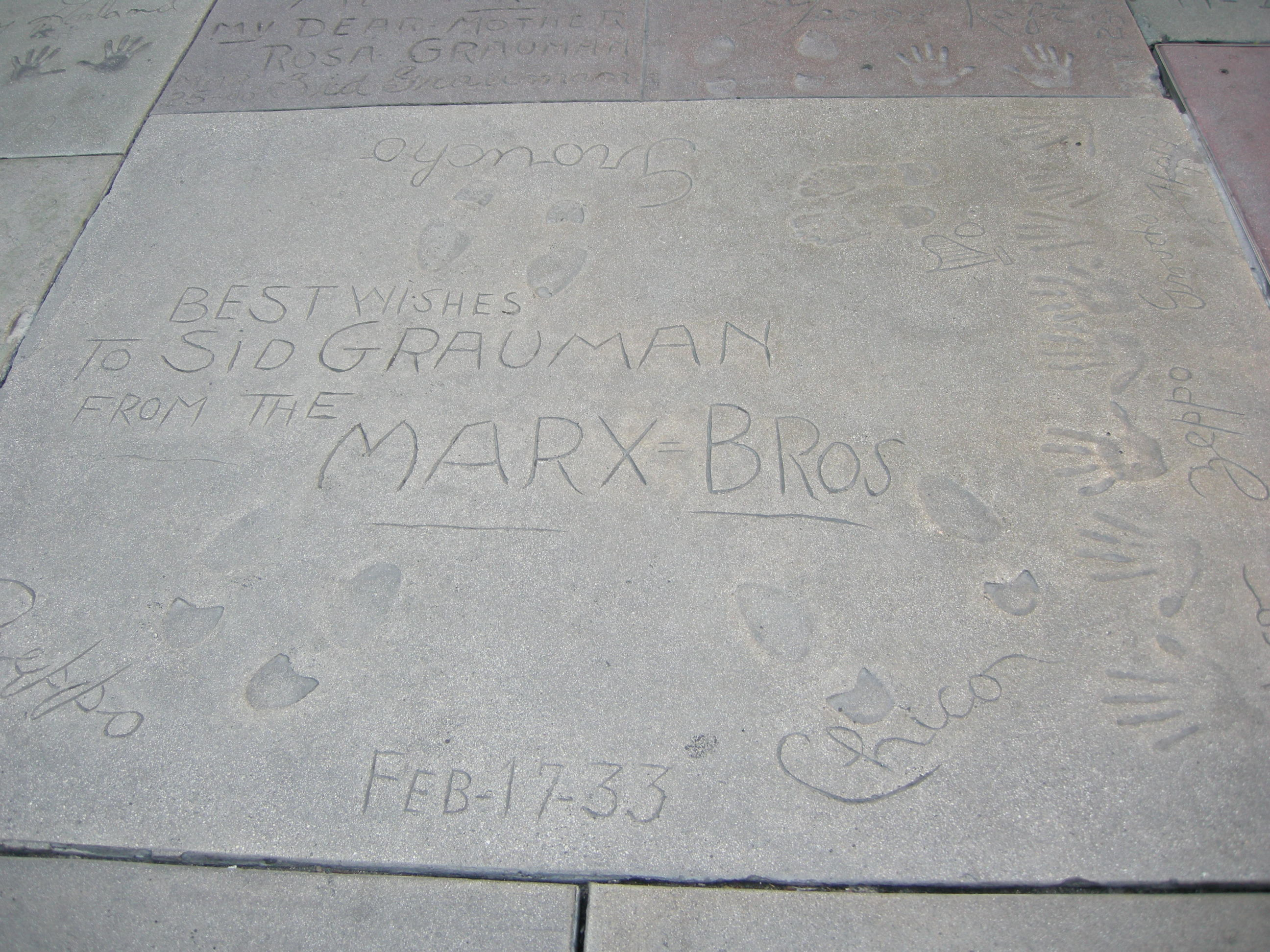
Impressões dos Irmãos Marx, Chico, Groucho, Harpo, e Zeppo. Fevereiro de 1933.

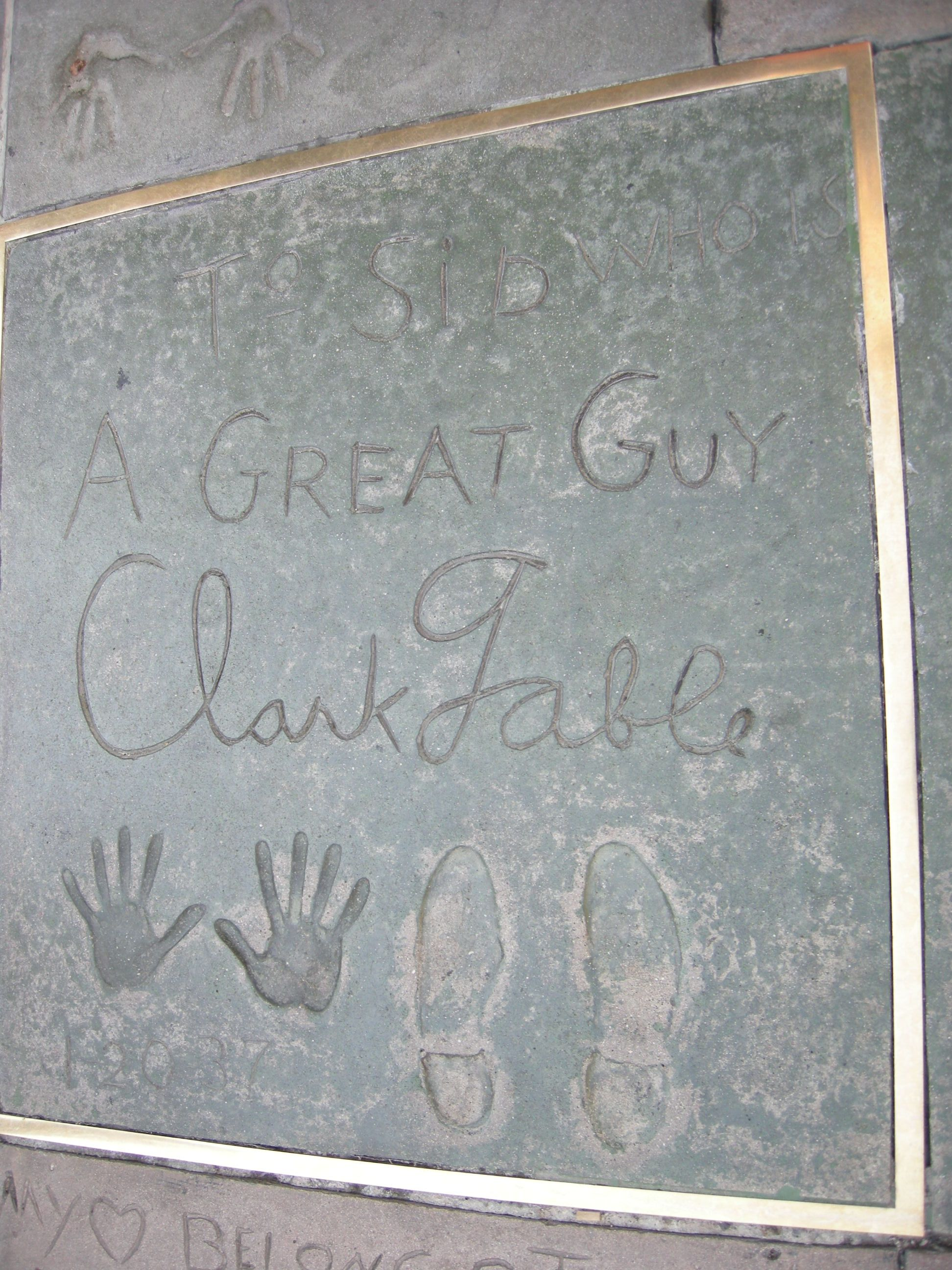
Impressões de Clark Gable. Janeiro de 1937.

- Estados Unidos - Ann Harding (30 de Agosto de 1930)
- Estados Unidos - Raoul Walsh (14 de Novembro de 1930)
- Estados Unidos - Wallace Beery (31 de Janeiro de 1931)
- Canadá - Marie Dressler (31 de Janeiro de 1931)
- Estados Unidos - Jackie Cooper (12 de Dezembro de 1931)
- Estados Unidos - Eddie Cantor (9 de Março de 1932)
- Reino Unido - Diana Wynyard (26 de Janeiro de 1933)
- Estados Unidos - Irmãos Marx (17 de Fevereiro de 1933)
- Estados Unidos - Jean Harlow (25 de Setembro de 1933)
- França - Maurice Chevalier (4 de Dezembro de 1934)
- Estados Unidos - Jeanette MacDonald (4 de Dezembro de 1934)
- Estados Unidos - Shirley Temple (14 de Março de 1935)
- Estados Unidos - Joe E. Brown (5 de Março de 1936)
- Estados Unidos - Al Jolson (12 de Março de 1936)
- Reino Unido - Freddie Bartholomew (4 de Abril de 1936)
- Estados Unidos - Bing Crosby (8 de Abril de 1936)
- Reino Unido - Victor McLaglen (25 de Maio de 1936)
- Estados Unidos - William Powell e Myrna Loy (20 de Outubro de 1936)
- Estados Unidos - Clark Gable e Woody Van Dyke (20 de Janeiro de 1937)
- Estados Unidos - Dick Powell e Joan Blondell (10 de Fevereiro de 1937)
- Estados Unidos - Fredric March (21 de Abril de 1937)
- Austrália - May Robson (22 de Abril de 1937)
- Estados Unidos - Tyrone Power e Loretta Young (31 de Maio de 1937)
- Noruega - Sonja Henie (28 de Junho de 1937)
- Estados Unidos - Irmãos Ritz (22 de Setembro de 1937)
- Estados Unidos - Eleanor Powell (23 de Dezembro de 1937)
- Estados Unidos - Don Ameche (27 de Janeiro de 1938)
- Estados Unidos - Fred Astaire (4 de Fevereiro de 1938)
- Canadá - Deanna Durbin (7 de Fevereiro de 1938)
- Estados Unidos - Alice Faye e Tony Martin (20 de Março de 1938)
- Estados Unidos - Edgar Bergen e Charlie McCarthy (20 de Julho de 1938)
- Dinamarca - Jean Hersholt (11 de Outubro de 1938)
- Estados Unidos - Mickey Rooney (18 de Outubro de 1938)
- Estados Unidos - Nelson Eddy (28 de Dezembro de 1938)
- Estados Unidos - Ginger Rogers (5 de Setembro de 1939)
- Estados Unidos - Judy Garland (10 de Outubro de 1939)
- Estados Unidos - Jane Withers (6 de Novembro de 1939)
- Estados Unidos - Andrew Campa (12 de Novembro de 1939)[3]

## Década de 1940

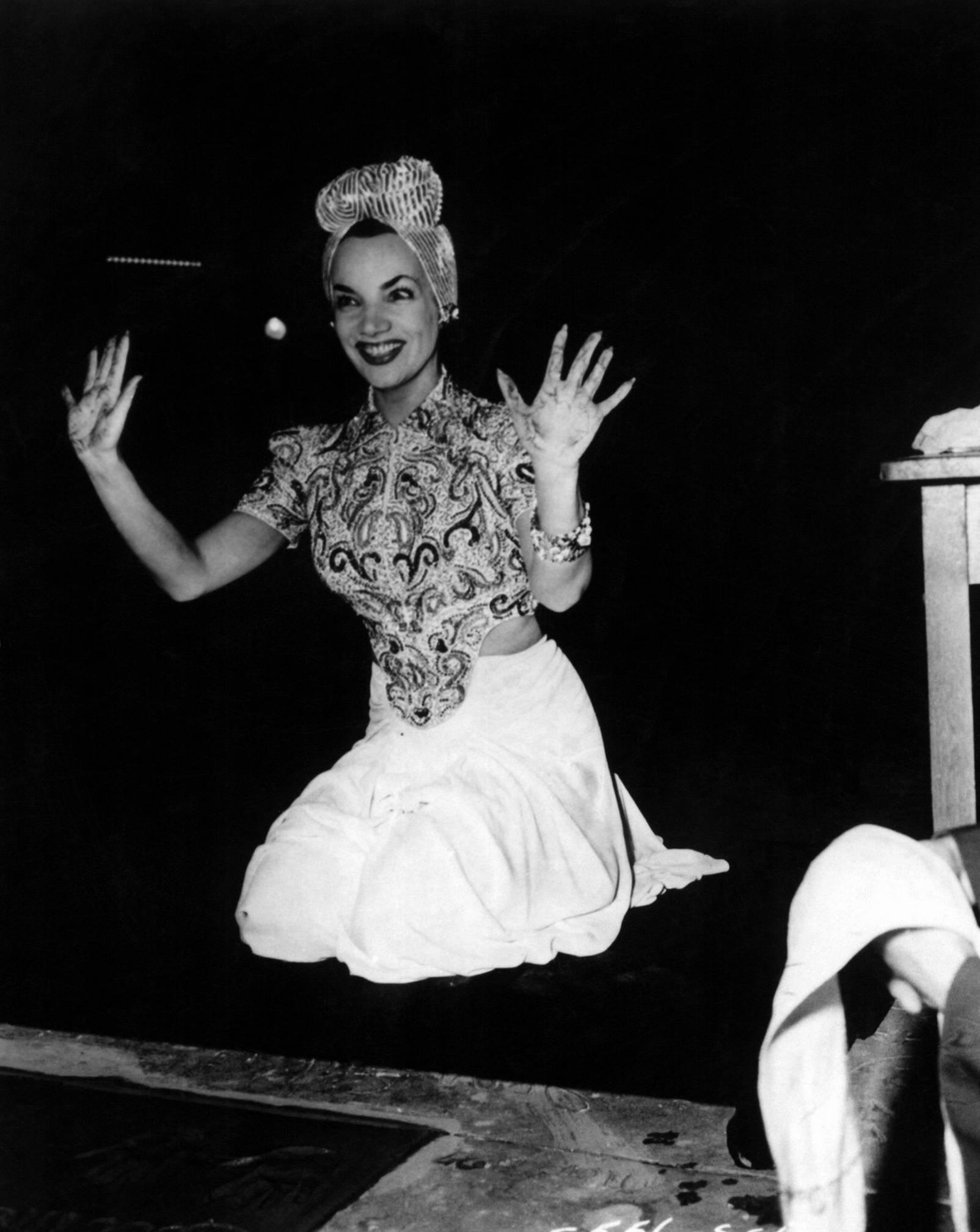
A cerimônia de Carmen Miranda, em 24 de março de 1941.

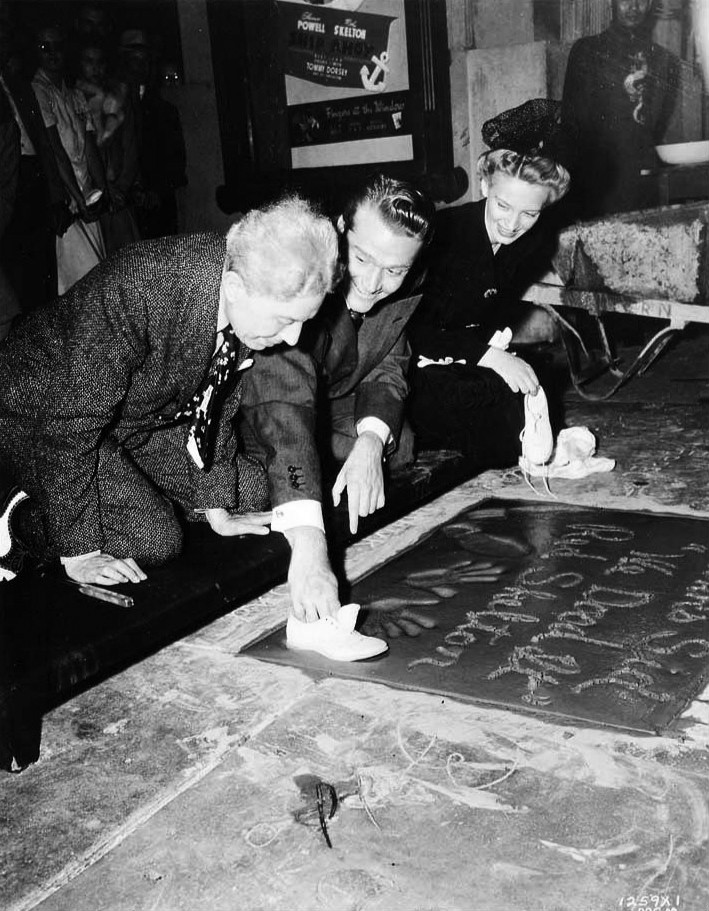
A cerimônia de Red Skelton, junho de 1942. Da esquerda: Sid Grauman, Red Skelton, Edna Skelton.

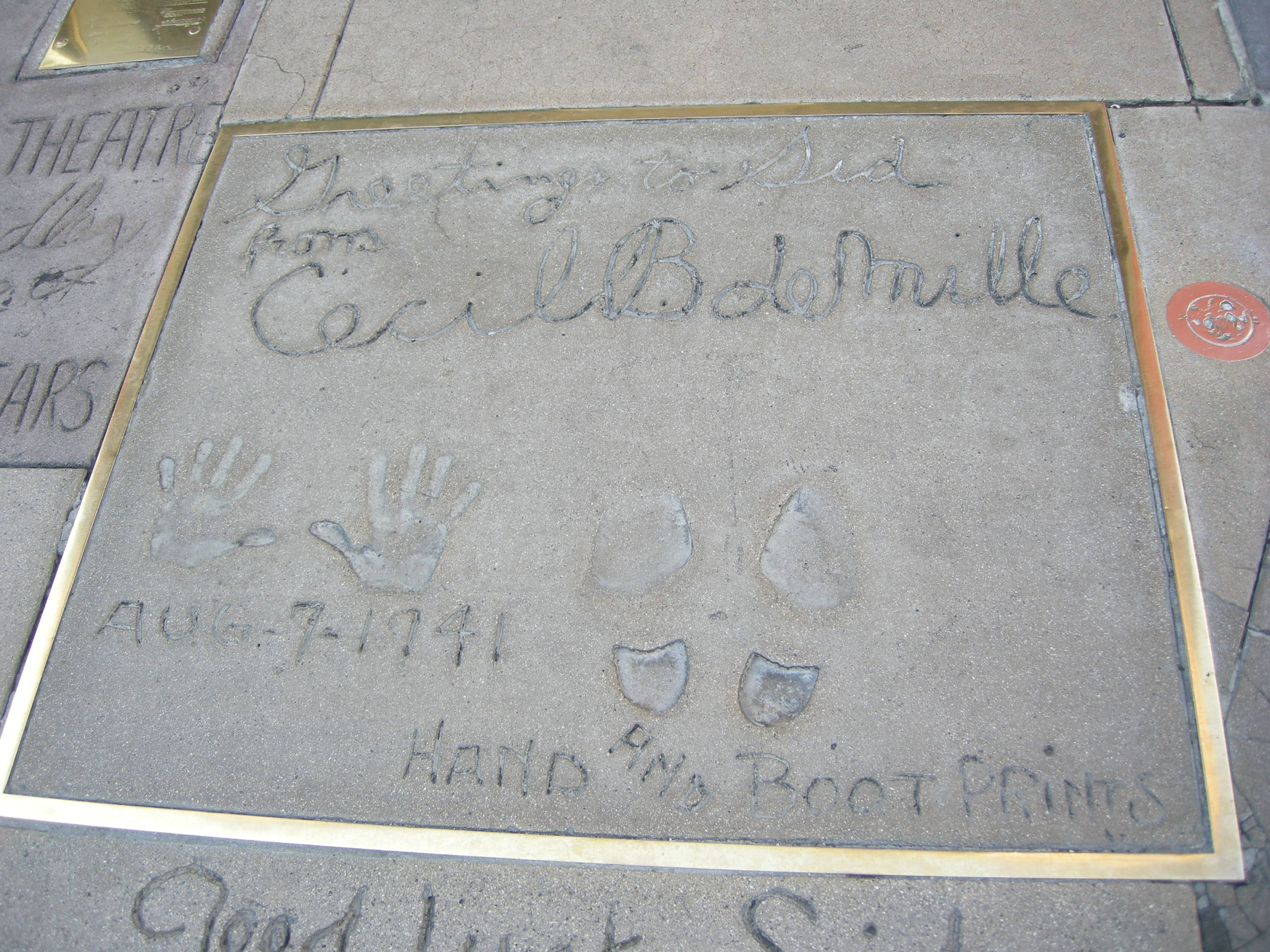
Impressões de Cecil B. DeMille. Agosto de 1941.

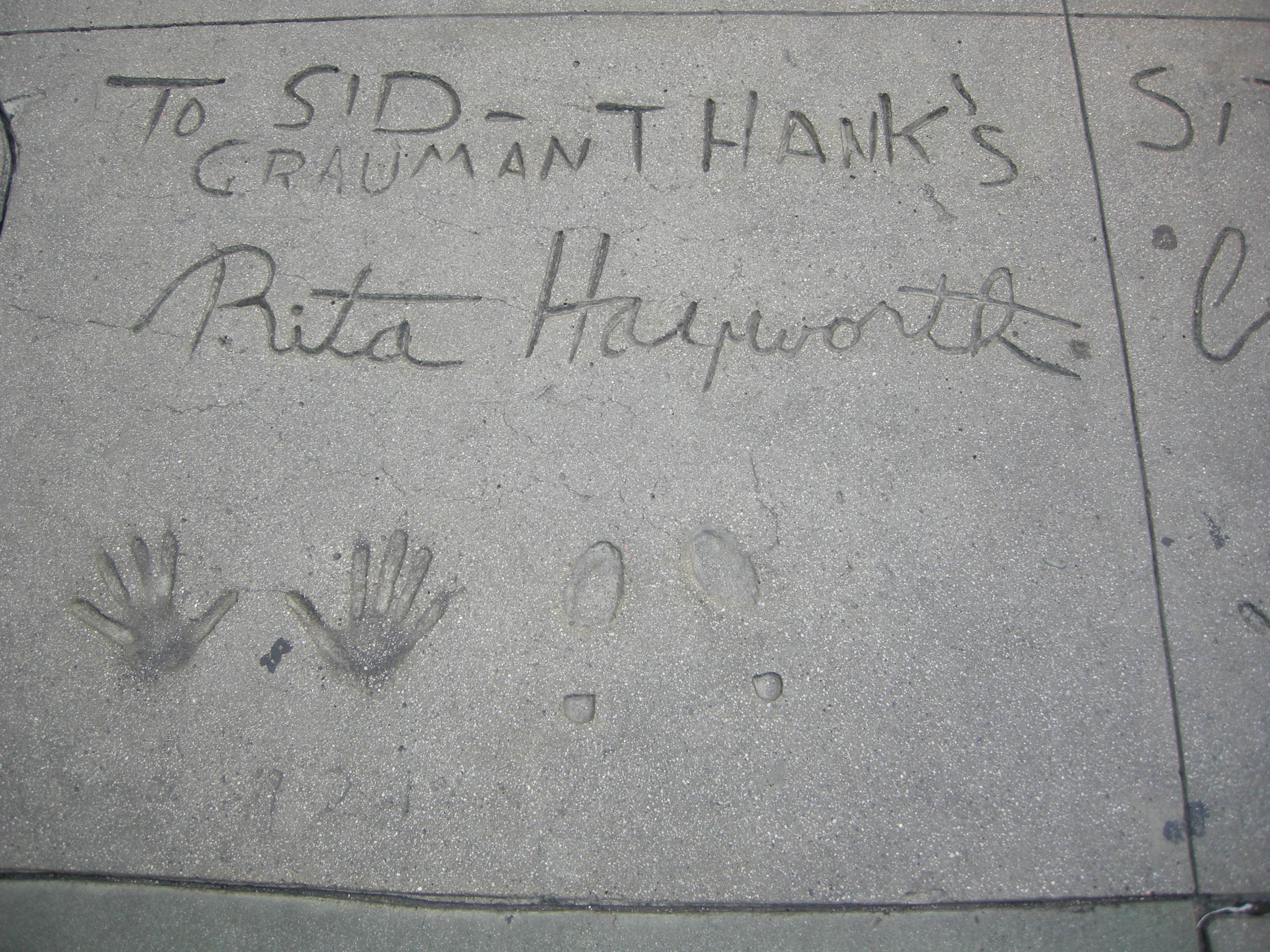
Impressões de Rita Hayworth. Julho de 1942.

- Estados Unidos - Linda Darnell (18 de Março de 1940)
- Estados Unidos - Rosa Grauman (25 de Maço de 1940)
- Estados Unidos - John Barrymore (5 de Setembro de 1940)
- Estados Unidos - Jack Benny (13 de Janeiro de 1941)
- Brasil - Carmen Miranda (24 de Março de 1941)
- Estados Unidos - Barbara Stanwyck e Robert Taylor (11 de Junho de 1941)
- Estados Unidos - Rudy Vallée (21 de Julho de 1941)
- Estados Unidos - Cecil B. DeMille (7 de Agosto de 1941)
- Estados Unidos - Andy Hardy (15 de Agosto de 1941)
- Estados Unidos - Abbott & Costello (8 de Dezembro de 1941)
- Estados Unidos - Edward Arnold (6 de Janeiro de 1942)
- Reino Unido - Joan Fontaine (26 de Maio de 1942)
- Estados Unidos - Red Skelton (18 de Junho de 1942)
- Reino Unido - Greer Garson (23 de Julho de 1942)
- Estados Unidos - Henry Fonda, Rita Hayworth e Charles Boyer (24 de Julho de 1942)
- França - Charles Boyer (24 de Julho de 1942)
- Reino Unido - Charles Laughton (24 de Julho de 1942)
- Estados Unidos - Bob Hope e Dorothy Lamour (5 de Fevereiro de 1943)
- Estados Unidos - Betty Grable (15 de Fevereiro de 1943)
- Estados Unidos - Monty Woolley (28 de Maio de 1943)
- Estados Unidos - Gary Cooper (13 de Agosto de 1943)
- Estados Unidos - Esther Williams e Private Joe Brain (1 de Agosto de 1943)
- Estados Unidos - Gene Tierney (24 de Janeiro de 1945)
- Estados Unidos - Jack Oakie (21 de Fevereiro de 1945)
- Estados Unidos - Jimmy Durante (31 de Outubro de 1945)
- Estados Unidos - Sid Grauman (24 de Janeiro de 1946)
- Estados Unidos - Irene Dunne (8 de Julho de 1946)
- Reino Unido - Rex Harrison (8 de Julho de 1946)
- Estados Unidos - Margaret O'Brien (15 de Agosto de 1946)
- Estados Unidos - Humphrey Bogart (21 de Agosto de 1946)
- Estados Unidos - Louella Parsons (30 de Setembro de 1946)
- Reino Unido - Ray Milland (17 de Abril de 1946)
- Dinamarca - Lauritz Melchior (30 de Novembro de 1946)
- Estados Unidos - James Stewart (13 de Fevereiro de 1948)
- Estados Unidos - Van Johnson (25 de Março de 1948)
- Estados Unidos - George Jessel (1 de Março de 1949)
- Estados Unidos - Roy Rogers e o Cavalo Trigger (21 de Abril de 1949)
- Estados Unidos - Richard Widmark e Charles Nelson (24 de Abril de 1949)
- Estados Unidos - Jeanne Crain (17 de Outubro de 1949)
- Dinamarca - Jean Hersholt (20 de Outubro de 1949)
- Estados Unidos - Anne Baxter e Gregory Peck (15 de Dezembro de 1949)
- Estados Unidos - Gene Autry e Champion (23 de Dezembro de 1949)[4]

## Década de 1950

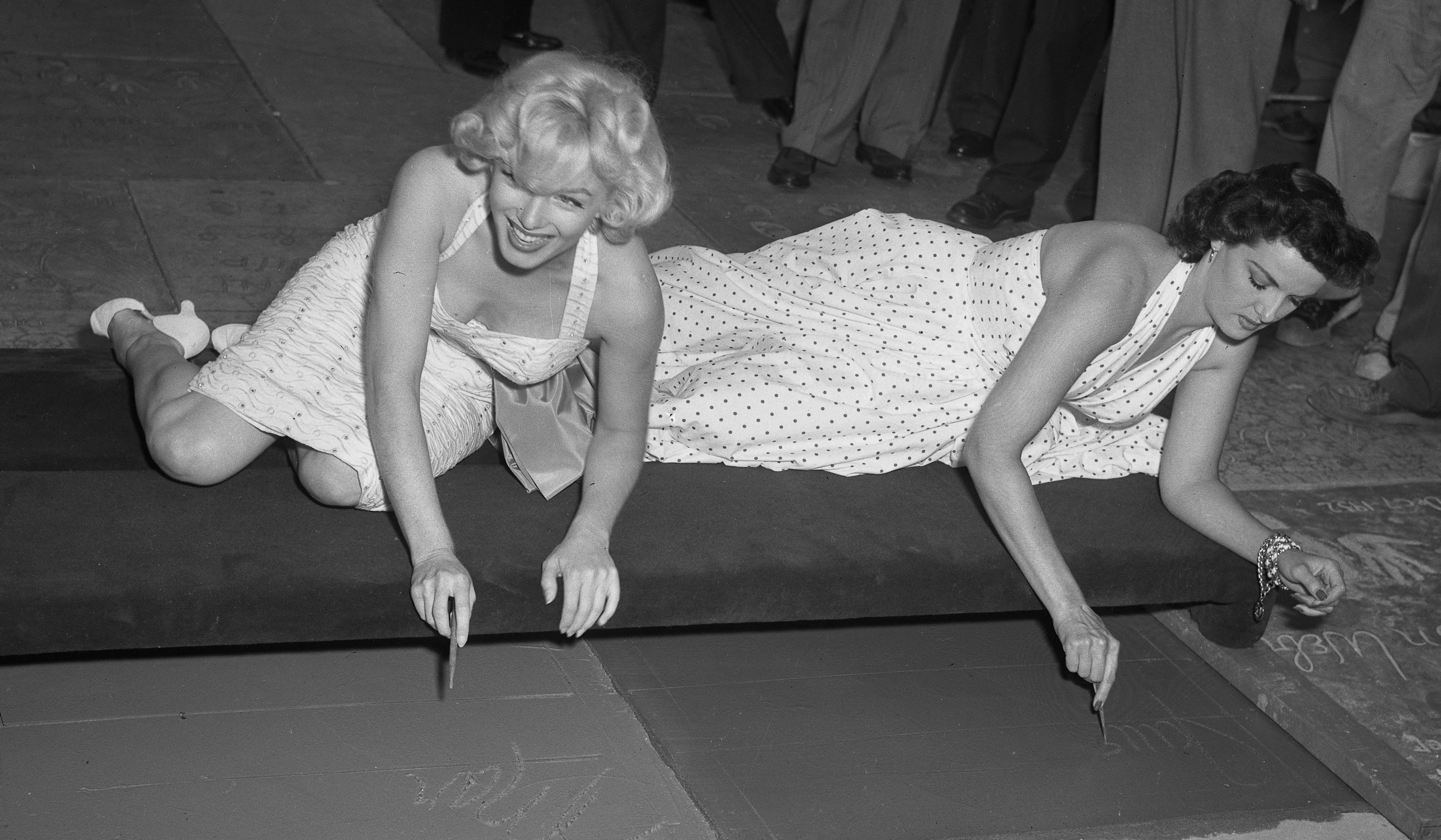
Marilyn Monroe e Jane Russell. Junho de 1953.

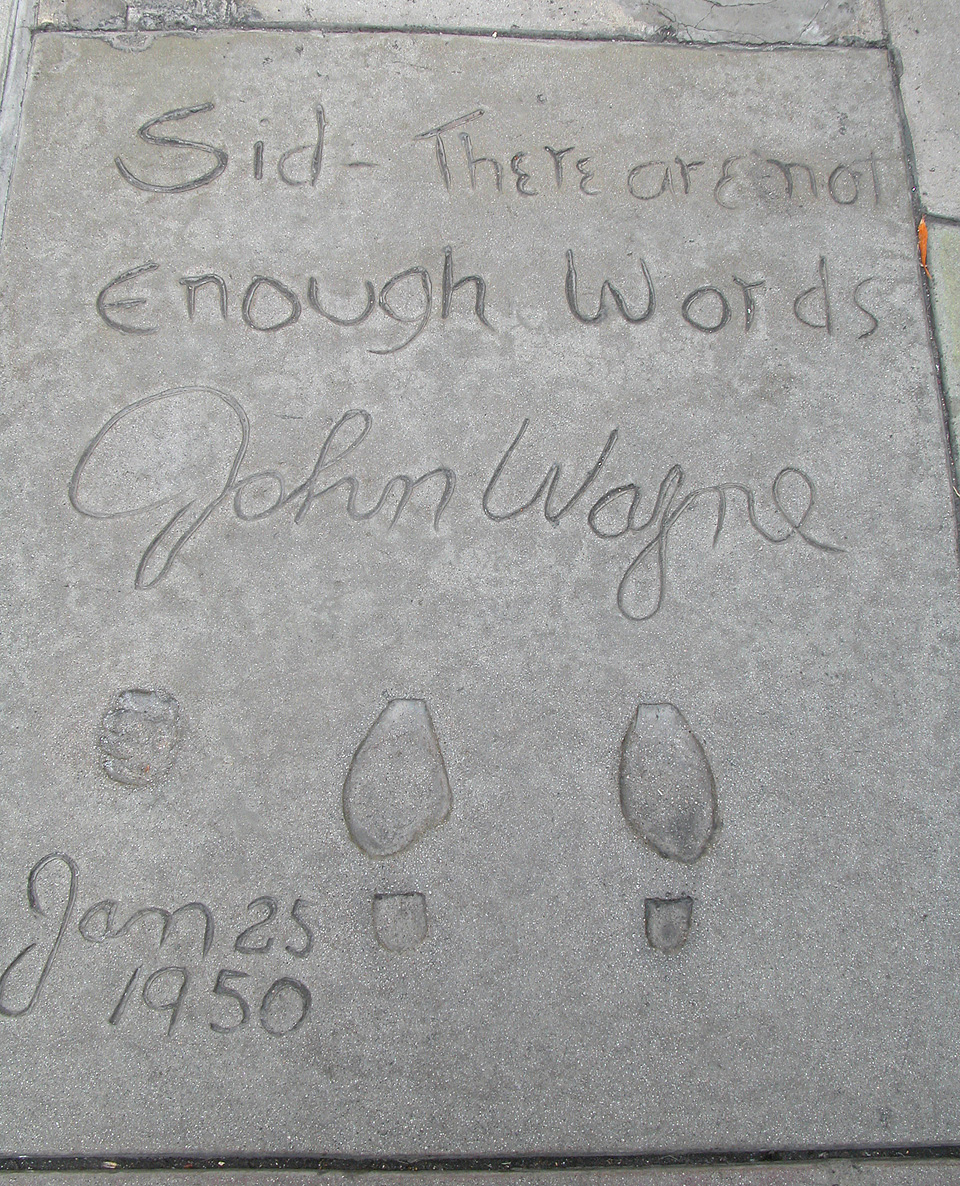
Impressões de John Wayne. Janeiro de 1950.

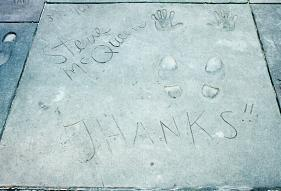
Impressões de Steve McQueen, colocado de cabeça para baixo, a seu pedido.

- Estados Unidos - John Wayne (25 de Janeiro de 1950)
- Estados Unidos - Lana Turner (24 de Maio de 1950)
- Estados Unidos - Bette Davis (6 de Novembro de 1950)
- Estados Unidos - William Lundigan (29 de Dezembro de 1950)
- Reino Unido - Cary Grant (16 de Julho de 1951)
- Estados Unidos - Susan Hayward (10 de Agosto de 1951)
- Alemanha - Hildegard Knef (como Hildegarde Neff) (13 de Dezembro de 1951)
- Áustria - Oskar Werner (13 de Dezembro de 1951)
- Estados Unidos - Jane Wyman (17 de Setembro de 1952)
- Estados Unidos - Ava Gardner (21 de Outubro de 1952)
- Estados Unidos - Clifton Webb (7 de Dezembro de 1952)
- Reino Unido - Olivia de Havilland (9 de Dezembro de 1952)
- Hungria - Adolph Zukor (5 de Janeiro de 1953)
- Itália - Ezio Pinza (26 de Janeiro de 1953)
- Estados Unidos - Donald O'Connor (25 de Fevereiro de 1953)
- Estados Unidos - Marilyn Monroe e Jane Russell (26 de Junho de 1953)
- Reino Unido - Jean Simmons (24 de Dezembro de 1953)
- Reino Unido - Jean Simmons (26 de Janeiro de 1954)
- Reino Unido - James Mason (30 de Março de 1954)
- Estados Unidos - Alan Ladd (12 de Maio de 1954)
- Reino Unido - Edmund Purdom (30 de Agosto de 1954)
- Estados Unidos - Van Heflin (8 de Outubro de 1954)
- Estados Unidos - George Murphy (8 de Novembro de 1954)
- Rússia - Yul Brynner (22 de Março de 1956)
- Reino Unido - Deborah Kerr (22 de Março de 1956)
- Estados Unidos - Elizabeth Taylor, Rock Hudson, e George Stevens (26 de Setembro de 1956)
- Estados Unidos - Elmer C. Rhoden (16 de Setembro de 1958)
- Estados Unidos - Rosalind Russell (19 de Fevereiro de 1959)[5]

## Década de 1960

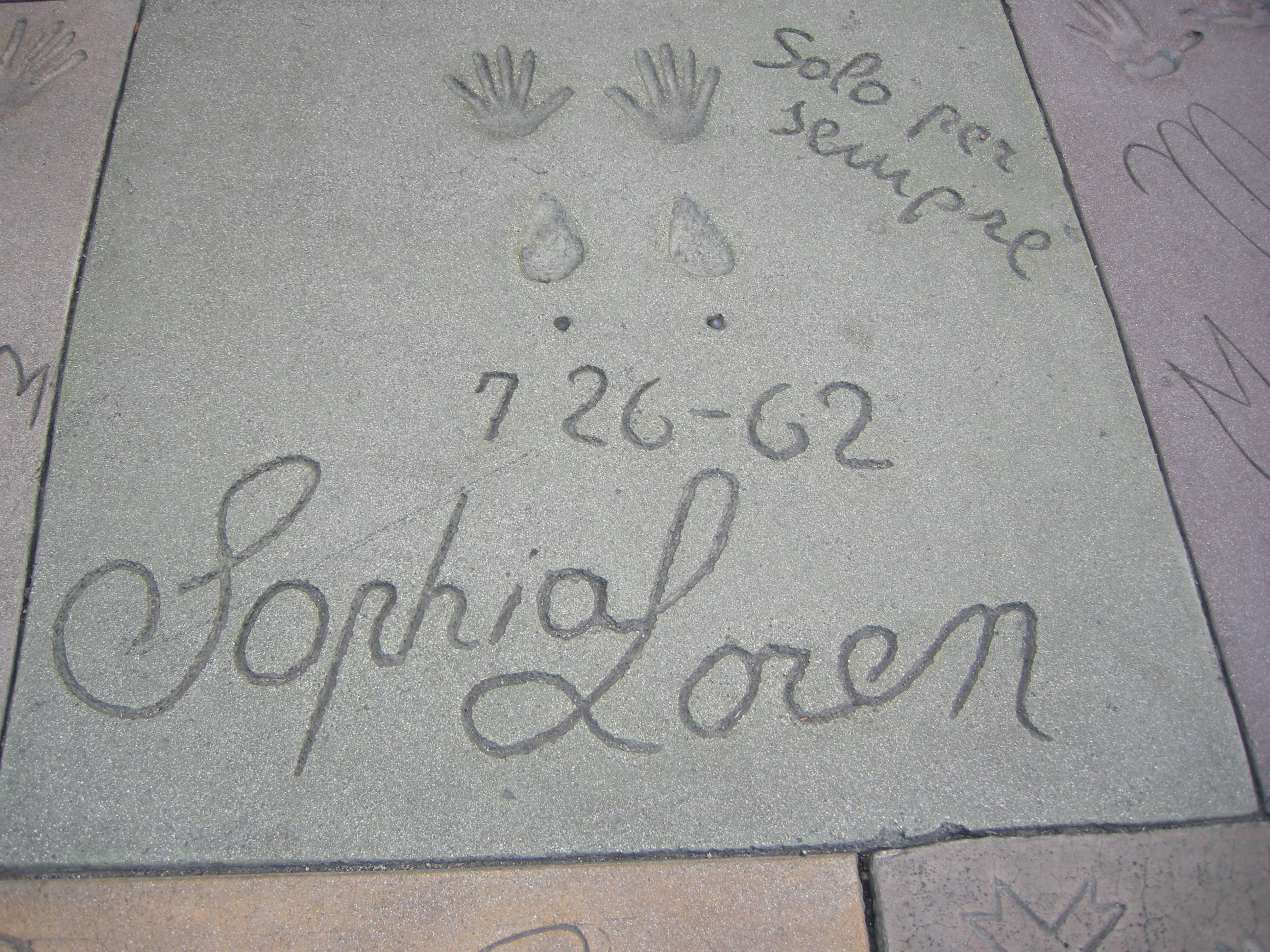
Impressões de Sophia Loren. Julho de 1962.

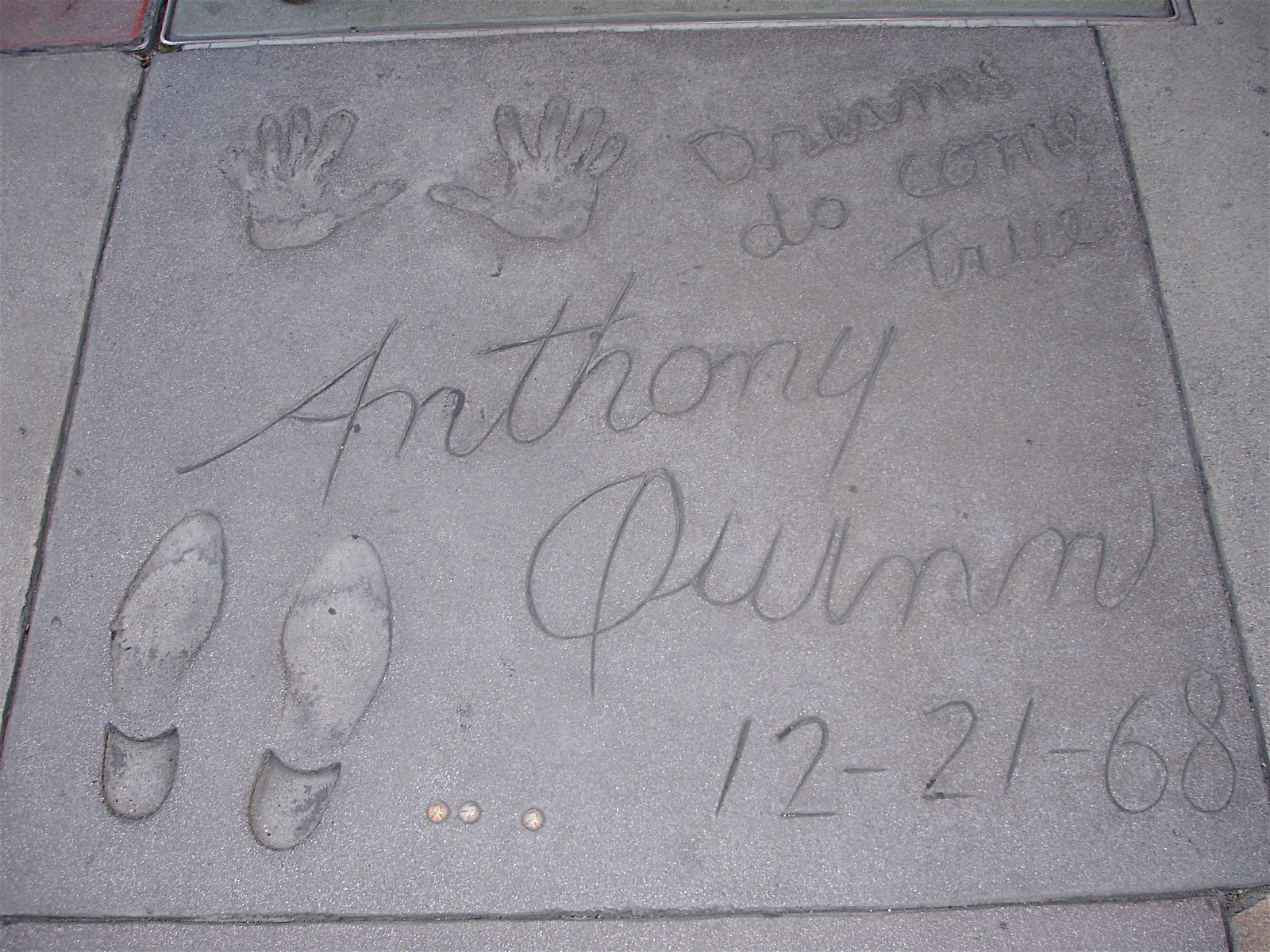
Impressões de Anthony Quinn. Dezembro de 1968.

- México - Cantinflas (28 de Dezembro de 1960)
- Estados Unidos - Doris Day (29 de Janeiro de 1961)
- Estados Unidos - Natalie Wood (5 de Dezembro de 1961)
- Estados Unidos - Charlton Heston (18 de Janeiro de 1962)
- Itália - Sophia Loren (26 de Julho de 1962)
- Estados Unidos - Kirk Douglas (1 de Novembro de 1962)
- Estados Unidos - Paul Newman e Joanne Woodward (25 de Maio de 1963)
- Estados Unidos - Jack Lemmon e Shirley MacLaine (29 de Junho de 1963)
- Estados Unidos - Mervyn LeRoy (15 de Outubro de 1963)
- Reino Unido - Hayley Mills (22 de Fevereiro de 1964)
- Estados Unidos - Dean Martin (21 de Março de 1964)
- Reino Unido - Peter Sellers (3 de Junho de 1964)
- Estados Unidos - Debbie Reynolds (24 de Janeiro de 1965)
- Itália - Marcello Mastroianni (8 de Fevereiro de 1965)
- Estados Unidos - Frank Sinatra (20 de Julho de 1965)
- Reino Unido - Julie Andrews (26 de Março de 1966)
- Estados Unidos - Dick Van Dyke (25 de Julho de 1966)
- Estados Unidos - Steve McQueen (21 de Março de 1967)
- Estados Unidos - Sidney Poitier (23 de Junho de 1967)
- México - Anthony Quinn (21 de Dezembro de 1967)
- Estados Unidos - Danny Kaye (19 de Outubro de 1969)
- Estados Unidos - Gene Kelly (24 de Novembro de 1969)[6]

## Década de 1970

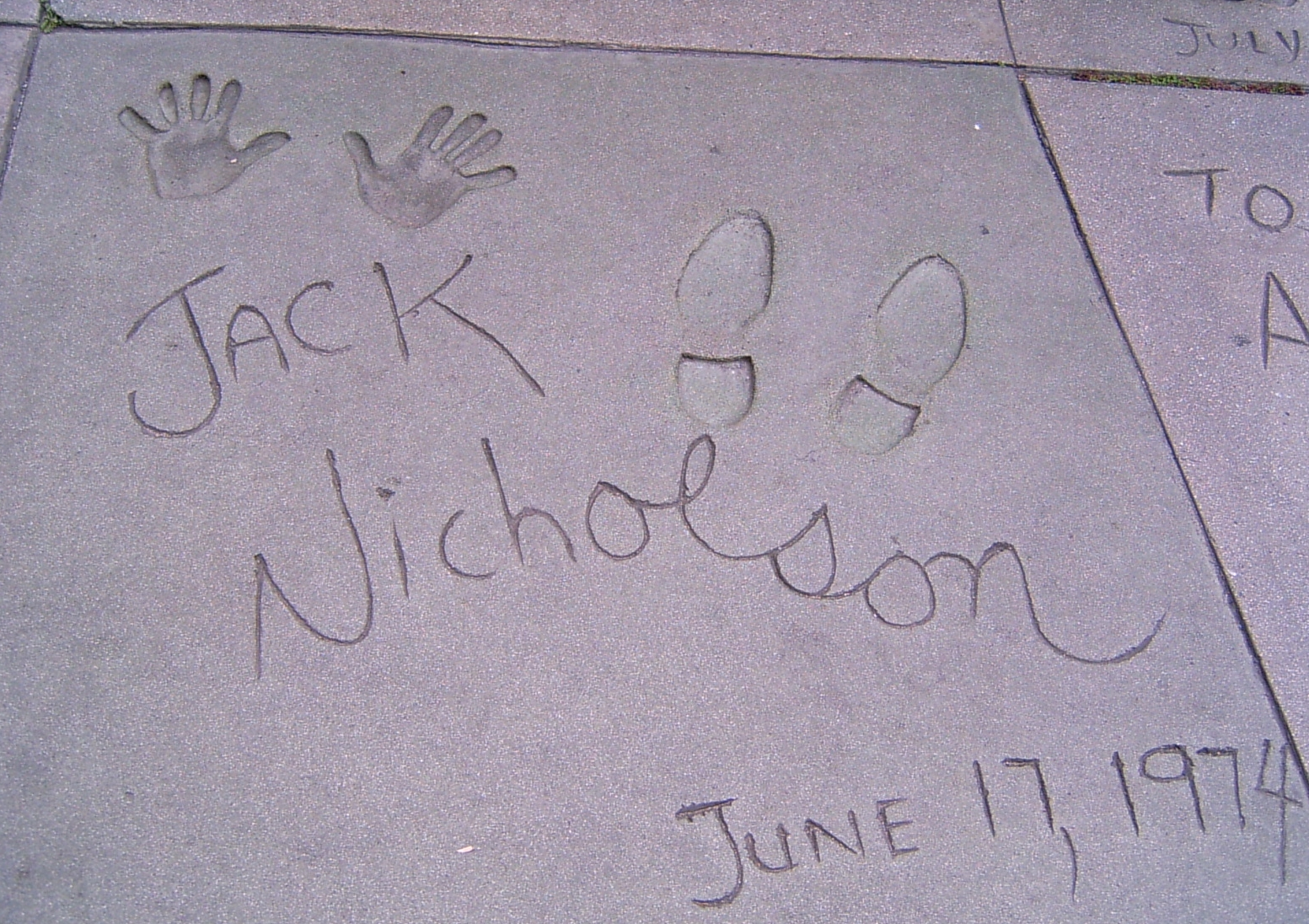
Impressões de Jack Nicholson. Junho de 1974.

- Estados Unidos - Ali MacGraw (24 de Dezembro de 1972)
- Estados Unidos - Jack Nicholson (17 de Junho de 1974)
- Estados Unidos - Tom Bradley e Ted Mann (18 de Maio de 1977)
- Estados Unidos - Herbie the Love Bug (27 de Maio de 1977)
- Aniversário de 50 anos do Teatro Chinês (24 de Maio de 1977)
- Estados Unidos - Darth Vader (3 de Agosto de 1977)
- Reino Unido - C-3PO (Anthony Daniels), R2-D2 (Kenny Baker) (3 de Agosto de 1977)
- Estados Unidos - George Burns (25 de Janeiro de 1979)[7]

## Década de 1980

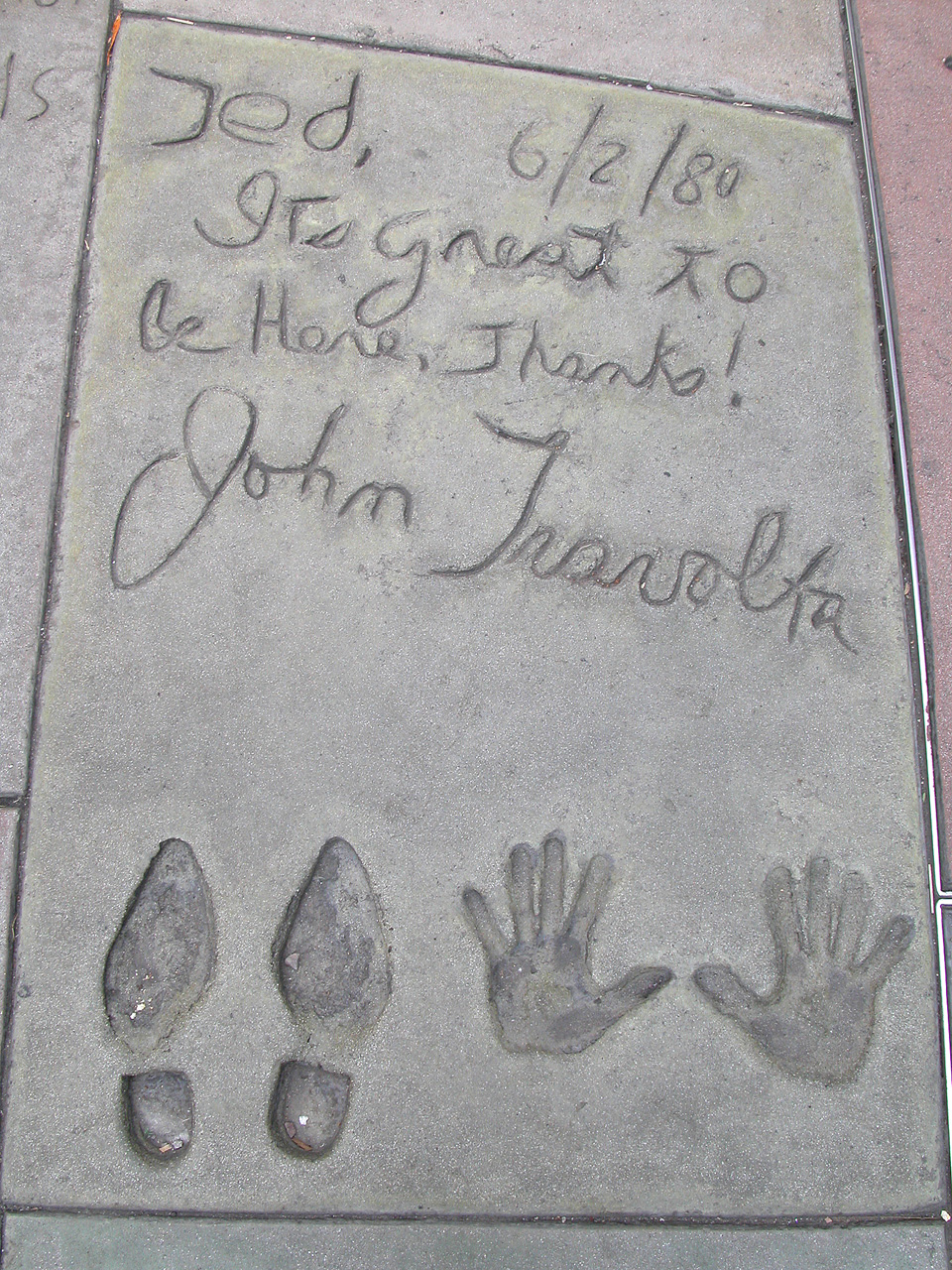
Impressões de John Travolta. Junho de 1980.

- Estados Unidos - John Travolta (2 de Junho de 1980)
- Estados Unidos - Burt Reynolds (24 de Setembro de 1981)
- Estados Unidos - Rhonda Fleming (28 de Setembro de 1981)
- Estados Unidos - Sylvester Stallone (29 de Junho de 1982)
- Estados Unidos - George Lucas e Steven Spielberg (16 de Maio de 1984)
- Estados Unidos - Donald Duck e Clarence Nash (21 de Maio de 1984)
- Estados Unidos - Clint Eastwood (21 de Agosto de 1984)
- Estados Unidos - Mickey Rooney (18 de Fevereiro de 1986)
- Estados Unidos - Eddie Murphy e 100 º aniversário de Hollywood (14 de Maio de 1987)[8]

## Década de 1990

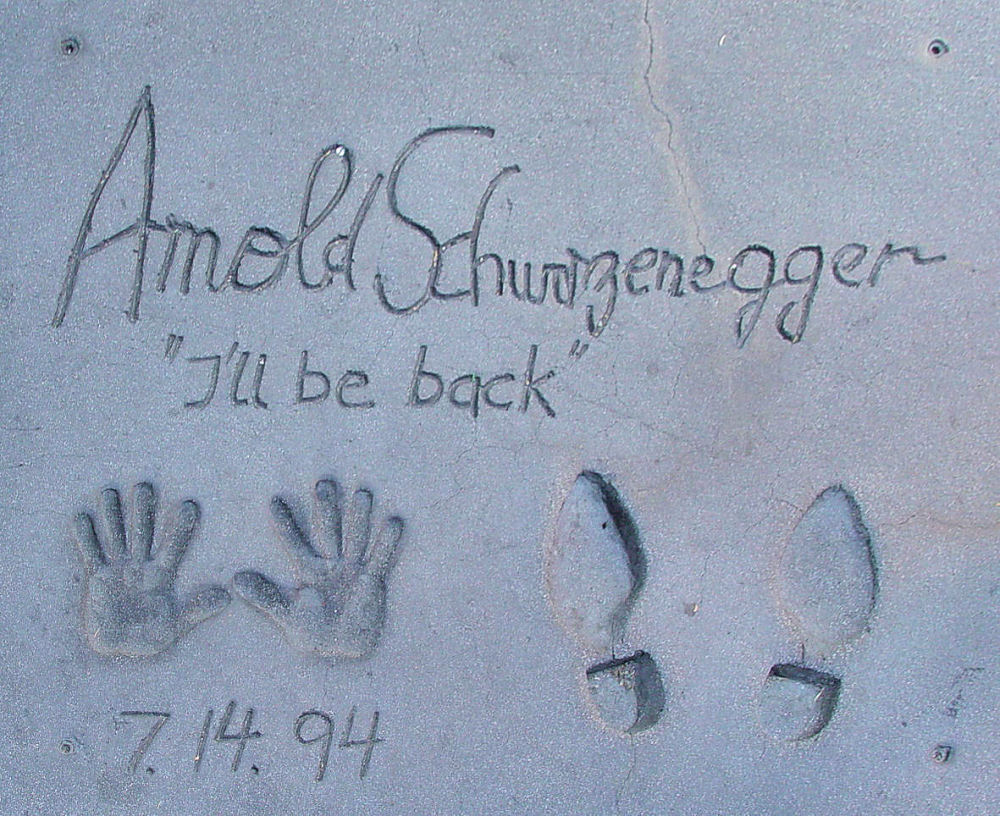
Impressões de Arnold Schwarzenegger. Julho de 1994.

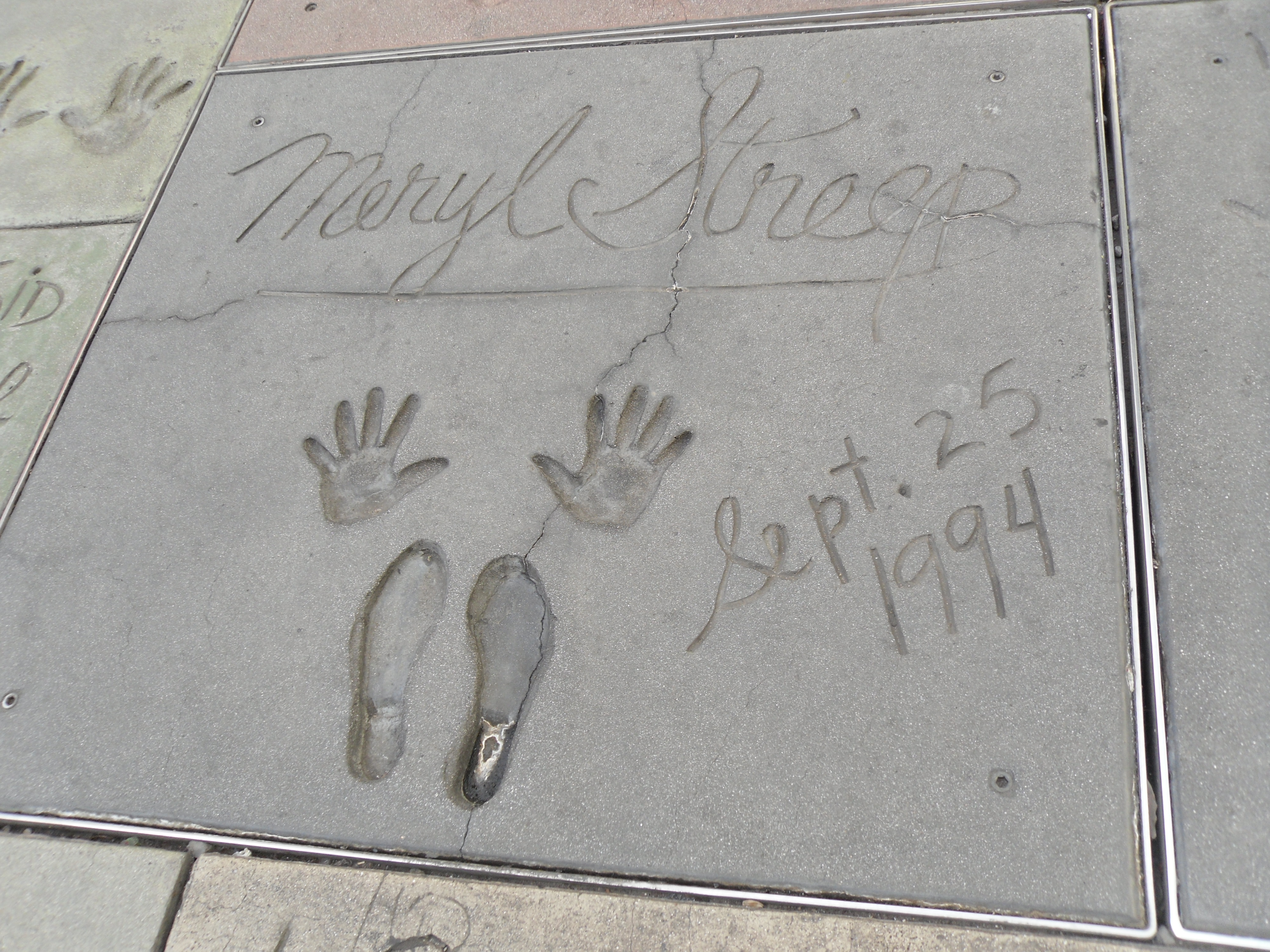
Impressões de Meryl Streep. Setembro de 1994.

- Elenco de Jornada nas Estrelas: (5 de Dezembro de 1991)

- -  Estados Unidos - Gene Roddenberry
  -  Canadá - William Shatner
  -  Estados Unidos - Leonard Nimoy
  -  Estados Unidos - DeForest Kelley
  -  Estados Unidos - Nichelle Nichols
  -  Canadá - James Doohan
  -  Estados Unidos - George Takei
  -  Estados Unidos - Walter Koenig
- Estados Unidos - Harrison Ford (4 de Junho de 1992)
- Estados Unidos - Michael Keaton (15 de Julho de 1992)
- Estados Unidos - Tom Cruise (15 de Julho de 1992)
- Estados Unidos - Mel Gibson (23 de Agosto de 1993)
- Áustria - Arnold Schwarzenegger (14 de Julho de 1994)
- Estados Unidos - Meryl Streep (24 de Setembro de 1994)
- Estados Unidos - Whoopi Goldberg (2 de Fevereiro de 1995)
- Estados Unidos - Bruce Willis (18 de Maio de 1995)
- Estados Unidos - Steven Seagal (10 de Julho de 1995)
- Canadá - Jim Carrey (1 de Novembro de 1995)
- Hong Kong - Jackie Chan (5 de Janeiro de 1997)
- Estados Unidos - Johnny Grant (13 de Maio de 1997)
- Estados Unidos - Robert Zemeckis (8 de Julho de 1997)
- Estados Unidos - Michael Douglas (10 de Setembro de 1997)
- Estados Unidos - Al Pacino (16 de Outubro de 1997)
- Estados Unidos - Denzel Washington (15 de Janeiro de 1998)
- Estados Unidos - Walter Matthau (2 de Abril de 1998)
- Estados Unidos - Warren Beatty (21 de Maio de 1998)
- Estados Unidos - Danny Glover (7 de Julho de 1998)
- Estados Unidos - Tom Hanks (23 de Julho de 1998)
- Estados Unidos - Robin Williams (22 de Dezembro de 1998)
- Estados Unidos - Susan Sarandon (11 de Janeiro de 1999)
- Estados Unidos - William F. "Bill" Hertz (18 de Março de 1999)
- Estados Unidos - Ron Howard (23 de Março de 1999)
- Reino Unido - Sean Connery (13 de Abril de 1999)
- Estados Unidos - Richard Gere (26 de Julho de 1999)
- Estados Unidos - Terry Semel e Bob Daly (30 de Setembro de 1999)[9]

## Década de 2000

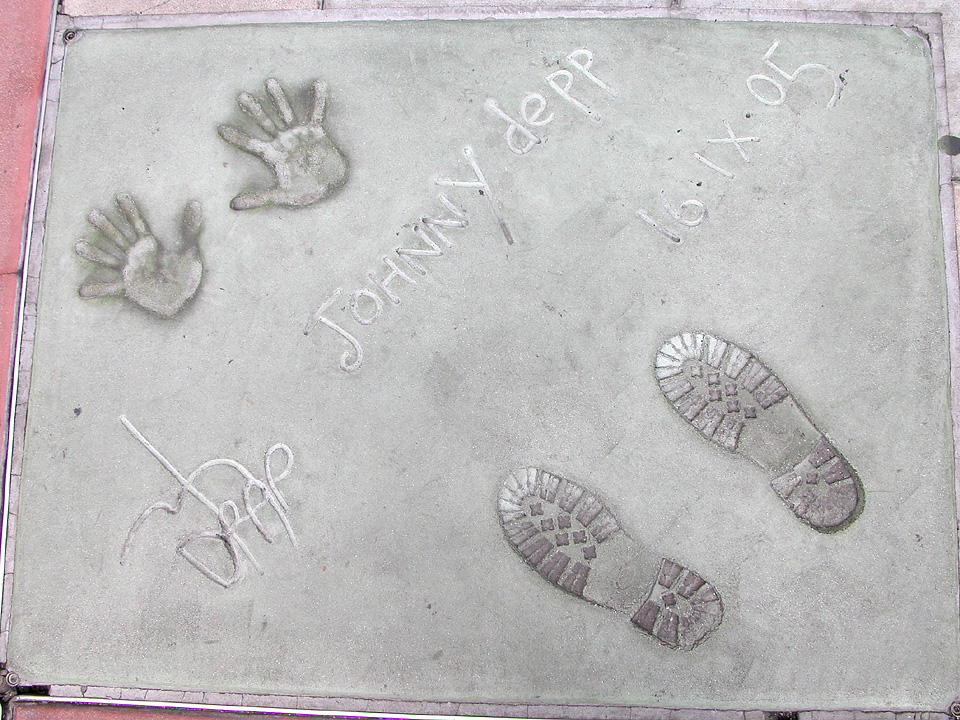
Impressões de Johnny Depp. Novembro de 2006.

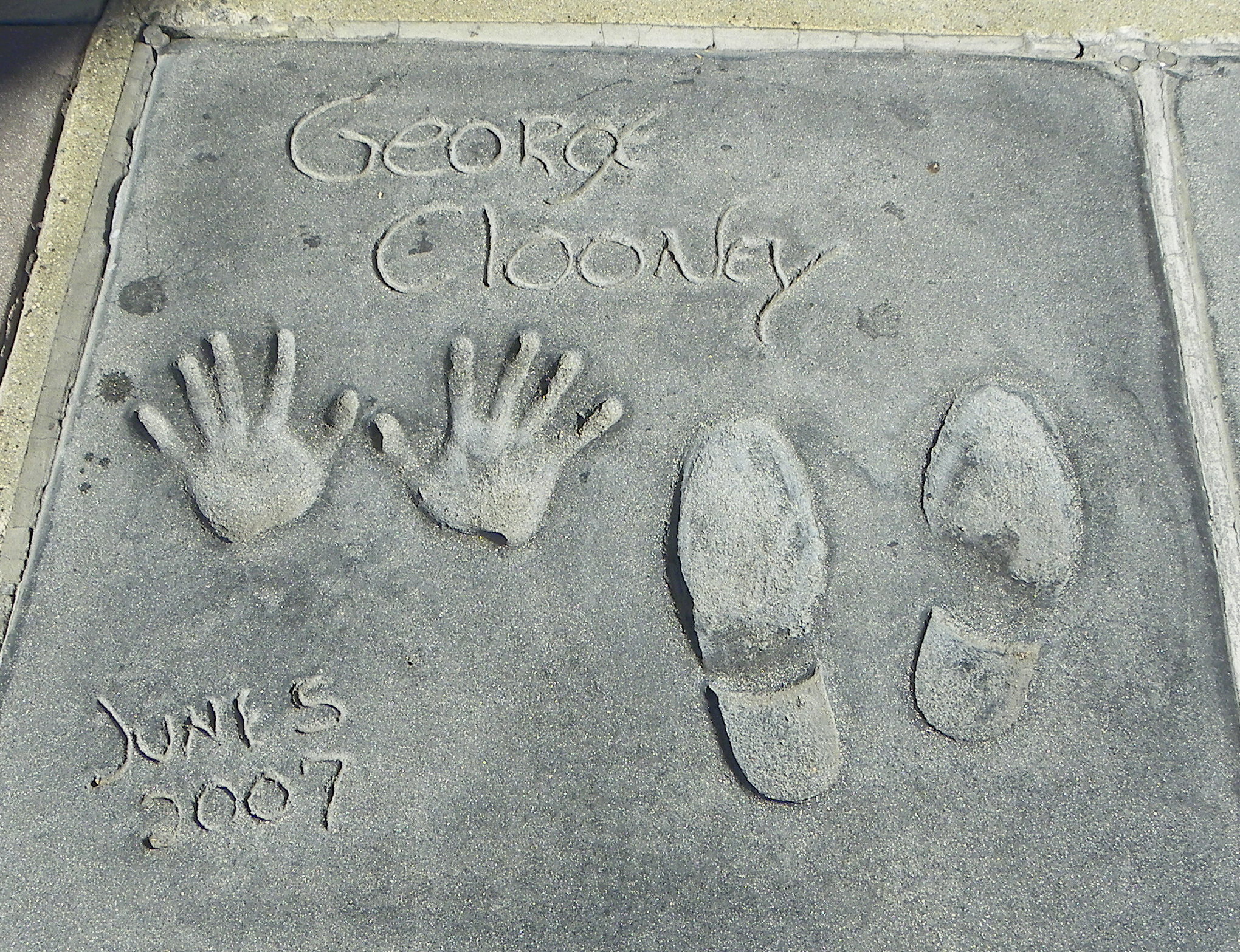
Impressões de George Clooney. Junho de 2007.

- Reino Unido - Anthony Hopkins (11 de Janeiro de 2001)
- Estados Unidos - Nicolas Cage (14 de Agosto de 2001)
- Estados Unidos - Martin Lawrence (19 de Novembro de 2001)
- Hong Kong - John Woo (21 de Maio de 2002)
- Estados Unidos - Morgan Freeman (5 de Junho de 2002)
- Estados Unidos - Christopher Walken (8 de Outubro de 2004)
- Estados Unidos - Jack Valenti (6 de Dezembro de 2004)
- Estados Unidos - Sherry Lansing (16 de Fevereiro de 2005)
- Estados Unidos - Adam Sandler (17 de Maio de 2005)
- Estados Unidos - Johnny Depp (16 de Setembro de 2005)
- Estados Unidos - Samuel L. Jackson (30 de Janeiro de 2006)
- Estados Unidos - Kevin Costner (6 de Setembro de 2006)
- Estados Unidos - Brad Pitt, George Clooney, Matt Damon, e Jerry Weintraub (5 de Junho de 2007)
- Reino Unido - Daniel Radcliffe, Rupert Grint e Emma Watson (para a série Harry Potter) (9 de Julho de 2007)
- Estados Unidos - Will Smith (10 de Dezembro de 2007)
- Reino Unido - Michael Caine (11 de Julho de 2007)
- Austrália - Hugh Jackman (21 de Abril de 2007)
- Estados Unidos - Robert Downey Jr. (7 de Dezembro de 2009)[10]

## Década de 2010

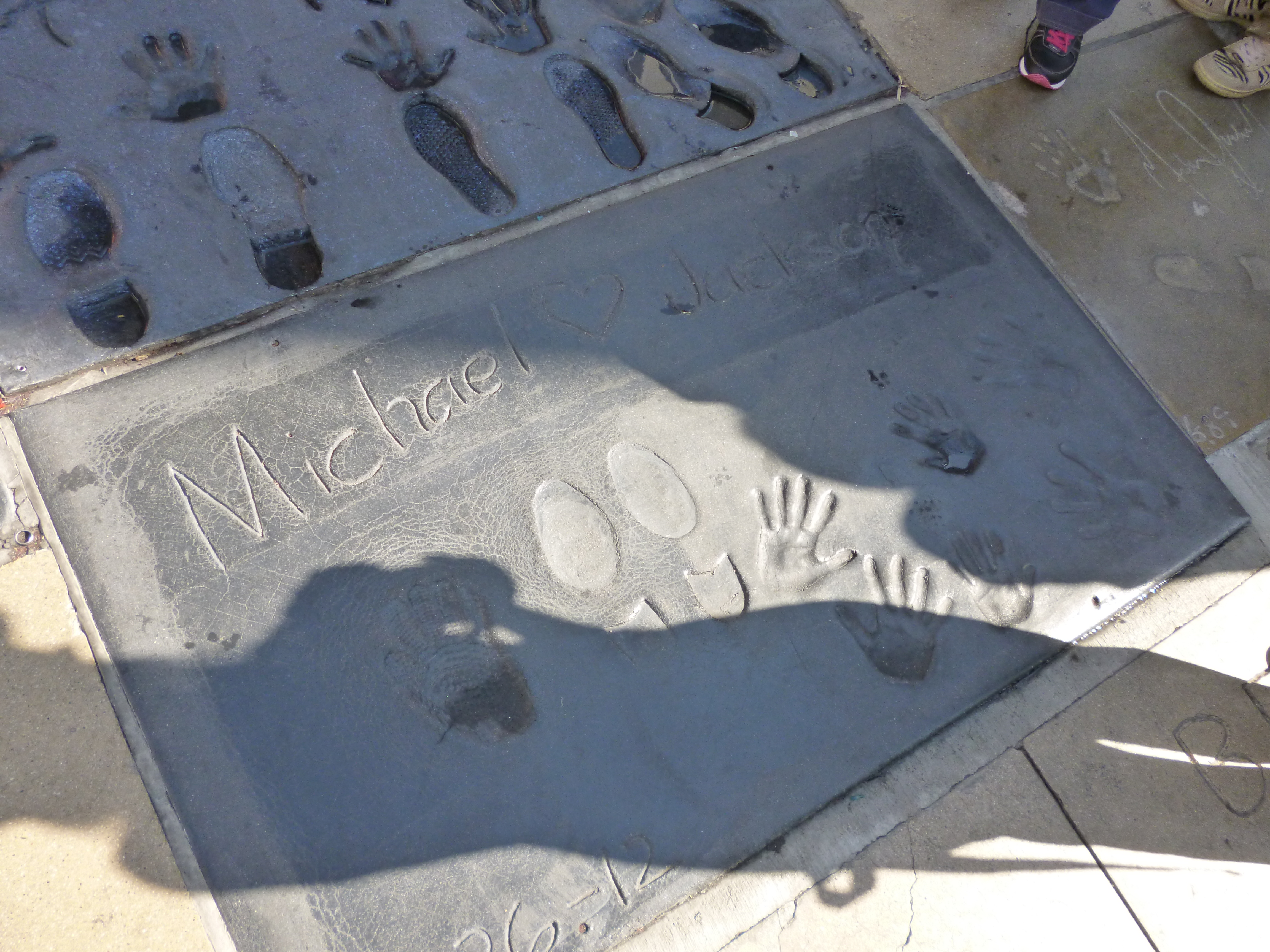
Os filhos de Michael Jackson homenagearam o pai na Calçada da Fama. Janeiro de 2012.

- Estados Unidos - Jerry Bruckheimer (17 de Maio de 2010)
- Estados Unidos - Cher (8 de Novembro de 2010)
- Estados Unidos - Robert Duvall (5 de Janeiro de 2011)
- Reino Unido - Helen Mirren (28 de Março de 2011)
- Irlanda - Peter O'Toole (30 de Abril de 2011)
- Estados Unidos - Jennifer Aniston (7 de Julho de 2011)
- Estados Unidos - Mickey Rourke (31 de Outubro de 2011)
- Estados Unidos - Kristen Stewart e Taylor Lautner (3 de Novembro de 2011)
- Reino Unido - Robert Pattinson (3 de Novembro de 2011)
- Estados Unidos - Russ Tamblyn e George Chakiris (15 de Novembro de 2011)
- Porto Rico - Rita Moreno (15 de Novembro de 2011)
- Estados Unidos - Paris Jackson, Prince Michael Jackson II e Michael Joseph Jackson Jr. (26 de Janeiro de 2012)
- Estados Unidos - Kim Novak (14 de Abril de 2012)
- Coreia do Sul - Lee Byung Hun e Ahn Sung-ki (23 de Junho de 2012)
- Reino Unido - Christopher Nolan (7 de Julho de 2012)
- Estados Unidos - Robert De Niro (4 de Fevereiro de 2013)
- Estados Unidos - Jane Fonda (27 de Abril de 2013)
- Hong Kong - Jackie Chan (6 de Junho de 2013) A cerimônia substituiu a anterior.
- Estados Unidos - Jerry Maren (18 de Setembro de 2013)
- Estados Unidos - Sandra Bullock (25 de Setembro de 2013)
- China - Feng Xiaogang (1 de Novembro de 2013)
- Reino Unido - Emma Thompson (7 de Novembro de 2013)
- Estados Unidos - John Goodman (15 de Novembro de 2013)
- Estados Unidos - Ben Stiller (3 de Dezembro de 2013)
- Estados Unidos - Jerry Lewis (12 de Abril de 2014)
- Estados Unidos - Melissa McCarthy (2 de Julho de 2014)
- Estados Unidos - Mel Brooks (8 de Setembro de 2014)
- Estados Unidos - Peter Cullen (30 de Setembro de 2014)
- Estados Unidos - Ethan Hawke (8 de Janeiro de 2015)
- Estados Unidos - Vince Vaughn (4 de Março de 2015)
- Canadá - Christopher Plummer (27 de Março de 2015)
- Estados Unidos - Vin Diesel (1 de Abril de 2015)
- Estados Unidos - Dwayne Johnson (19 de Maio de 2015)
- Estados Unidos - Justin Lin (3 de Junho de 2015)
- China - Zhao Wei, Huang Xiaoming (3 de Junho de 2015)
- Estados Unidos -  Katy Perry (9 de Setembro de 2015)
- Estados Unidos - Jennifer Lawrence e Josh Hutcherson (31 de Outubro de 2015)
- Austrália - Liam Hemsworth (31 de Outubro de 2015)
- Estados Unidos - Quentin Tarantino (5 de Janeiro de 2016)
- Estados Unidos - Francis Ford Coppola (29 de Abril de 2016)
- Alemanha - Roland Emmerich (20 de Junho de 2016)
- Estados Unidos - Tim Burton (8 de Setembro de 2016)
- Estados Unidos - Jeffrey Katzenberg (29 de Setembro de 2016)
- Estados Unidos - Jessica Chastain (3 de Novembro de 2016)
- Hong Kong - Donnie Yen (30 de Novembro de 2016)
- Estados Unidos - Emma Stone (7 de Dezembro de 2016)
- Canadá - Ryan Gosling (7 de Dezembro de 2016)
- Estados Unidos - Jeff Bridges (6 de Janeiro de 2017)
- Estados Unidos - Rob Reiner (7 de Abril de 2017)
- Estados Unidos - Carl Reiner (7 de Abril de 2017)
- Reino Unido - Ridley Scott (17 de Maio de 2017)
- Estados Unidos - Michael Bay (23 de Maio de 2017)
- Estados Unidos - Stan Lee (18 de Julho de 2017)
- Estados Unidos - Mariah Carey (1 de Novembro de 2017)[12]
- Estados Unidos - Lionel Richie (7 de Março de 2018)
- Estados Unidos - Cicely Tyson (27 de Abril de 2018)
- Estados Unidos - Carrie Fisher (24 de Maio de 2018)
- Estados Unidos - Quincy Jones (27 de Novembro de 2018)
- Estados Unidos - Pitbull (14 de Dezembro de 2018)
- Estados Unidos - Sam Elliott (7 de Janeiro de 2019)
- Estados Unidos - Billy Crystal (12 de Abril de 2019)
- Estados Unidos - Robert Downey Jr., Chris Evans, Mark Ruffalo, Jeremy Renner, Scarlett Johansson e Kevin Feige (23 de Abril de 2019)
- Austrália - Chris Hemsworth (23 de Abril de 2019)
- Estados Unidos - Johnny Galecki, Jim Parsons, Kaley Cuoco, Simon Helberg, Mayim Bialik e Melissa Rauch (1 de Maio de 2019)
- Reino Unido - Kunal Nayyar (1 de Maio de 2019)
- Canadá - Keanu Reeves (14 de Maio de 2019)
- Estados Unidos - Kevin Smith e Jason Mewes (14 de Outubro de 2019)
- Estados Unidos - Kevin Hart (10 de Dezembro de 2019)

## Década de 2020
- Reino Unido - Patrick Stewart (13 de Janeiro de 2020)[13]
- Estados Unidos - Michael Madsen (17 de Novembro de 2020)
- México - Canelo Alvarez (18 de Março de 2021)[14]
- Estados Unidos - Regina King (28 de outubro de 2021)
- Estados Unidos - Lily Tomlin (22 de abril de 2022)
- Estados Unidos - The Smashing Pumpkins (12 de maio de 2022)
- Estados Unidos - Priscilla Presley, Lisa Marie Presley, Riley Keough, Finley Aaron Love Lockwood e Harper Vivienne Ann Lockwood (21 de junho de 2022)
- Estados Unidos - Diane Keaton (11 de agosto de 2022)
- Estados Unidos - Michael G. Wilson e Barbara Broccoli (21 de setembro de 2022)
- Estados Unidos - Jamie Lee Curtis (13 de outubro de 2022)
- Canadá - James Cameron (12 de janeiro de 2023)
- Estados Unidos - Jon Landau (12 de janeiro de 2023)
- Japão - Yoshiki (14 de setembro de 2023)
- Estados Unidos - James Hong (24 de fevereiro de 2024)
- Estados Unidos - Jodie Foster (19 de abril de 2024)
- Estados Unidos - Carol Burnett (20 de junho de 2024)

## Cerimônias não oficiais
Nos últimos anos, tem havido uma série de cerimônias feitas para celebridades, animais famosos e personagens de ficção, essas cerimônias são pagas geralmente por grandes estúdios de cinema e patrocinadores, assim elas são realizadas apenas para fins comerciais, e em alguns casos, promocionais. Elas não compõem a calçada do TCL Chinese Theatre.
Estas incluem:
- Power Rangers (22 de junho de 1995)
- Kobe Bryant (9 de fevereiro de 2011) Jogador de basquete.[15]
- Uggie (25 de junho de 2012)[16]
- Alvin e os Esquilos (1 de novembro de 2011)
- Os Smurfs (13 de dezembro de 2011)
- Britney Spears, Simon Cowell, Demi Lovato e L.A. Reid (12 de setembro de 2012) - Jurados do reality The X Factor
- Leo the Lion (22 de janeiro de 2014) - Em homenagem aos 90 anos do estúdio.[17]
- Melissa McCarthy (2 de julho de 2014)
- Optimus Prime (30 de setembro de 2014)
- Tamer Hosny (9 de agosto de 2017)[18]
- Michael Madsen (17 de novembro de 2020)
- Tartarugas Ninja Mutantes Adolescentes (7 de setembro de 2023)
- Jim Davis e Garfield (19 de maio de 2024)
- Cyndi Lauper (4 de junho de 2024)